# 올메카스 데 타바스코
올메카스 데 타바스코(바타스 올메크스)는 멕시코 빌라헤르모사의 프로 야구 팀이다. 홈구장은 에스타디오 센테나리오 27 데 페브레로이다.

## 야구단 정보
| 투수   | 97 살바도르 아레라노 빌치스 · 100 루이스 페르난도 바스퀘즈 · 90 레오나르도 곤잘레즈 가르시아 · 87 호세 루이스 가르시아 크루즈 · 95 루이스 카를로스 가르자 오르테가 · 92 프란치스코 마데로 파르도 · 81 호세 후안 누네즈 가르시아 · 85 프찬치스코 빌레가스 모랄레스 · 89 헤수스 알폰소 산체스 · 82 윌리엄 비즈카라 로자스 · 91 후안 미겔 비야 루나 · 115 조지 루이스 이바라 |
| 포수   | 87 마리오 이반 산타나 자이메 · 86 이시드로 피나 실바 |
| 내야수 | 96 헤수스 카스티요 몬타노 · 83 프란치스코 자비어 리자르가 · 105라몬 오란테스 로다르테 · 88 안토니오 마테오 헨리 · 109 미첼 아브레우 · 90 조지 루이스 발레 · 80 다비드 우리아스 살키도 |
| 외야수 | 79 루벤 아가르몬 안두아가 · 100 로베르토 마키아스 차베즈 · 95 다니엘 포르나스곤살레즈 · 90 곤살로 메자 페르난데즈 · 99 줄리안 타이크 레드먼 |